# زهرا آوجیان
زهرا آوجیان متولد :۱۳۵۸/۰۵/۲۶ رئیس اسبق شورای اسلامی استان کردستان و عضو و رئیس کمیسیون نظارت و ارزیابی شورای اسلامی شهر سنندج است.
آوجیان از سال ۱۳۹۲ تاکنون نمایندهٔ سنندج در شورای اسلامی استان کردستان و رئیس این شورا است. او هم‌اکنون دانشجوی دکترای مدیریت اجرایی است. او در انتخابات شوراهای اسلامی سال ۱۳۹۲ با با ۴ هزار و ۷۰۱ رأی به عضویت در شورای اسلامی شهر سنندج برگزیده شد. سوابق:
رئیس شورای استان کردستان
دانشجوی دکتری مدیریت اجرایی DBA
کارشناس مدیریت اجرایی و EMBA
مدرس دانشگاه پیام نور مرکز سنندج و
مدیر فرهنگی دانشگاه پیام نور مرکز سنندج
مدیر دانش آموختگان دانشگاه پیام نور مرکز سنندج
مدیر پژوهش دانشگاه پیام نور مرکز سنندج
مدیر کار آفرینی و ارتباط با صنعت دانشگاه پیام نور مرکز سنندج
معاون آموزش دانشگاه پیام نور مرکز سنندج
مدیر خدمات آموزشی دانشگاه پیام نور مرکز سنندج
مدیر تحصیلات تکمیلی دانشگاه پیام نور استان کردستان